# 1,3,5-三硝基苯
1,3,5-三硝基苯（代号：s-TNB）又称均三硝基苯，是一种爆炸性能略优于梯恩梯的炸药，由于造价高昂，该药并未得到广泛应用，仅有少量在第一次世界大战中被用于装填海军用穿甲弹。有机化学工业中，该物质可用于制造均三氨基苯和均苯三酚。

## 物理性质
均三硝基苯具有3种晶型，除常规的I型外，II型和III型均需要通过三茚满辅助重结晶制取，但目前已有文献暂不能完全确定制取条件，仅认为溶剂种类和三茚满的选择性吸附是关键变量。三种晶型的晶胞参数如下：
| 晶型  | 晶系     | 晶胞参数                                                   | Z  | 空间群 |
| ----- | -------- | ---------------------------------------------------------- | -- | ------ |
| I型   | 正交晶系 | a=1.2587nm，b=0.9684nm，c=2.686nm，V=3.274nm3              | 16 | Pbca   |
| II型  | 正交晶系 | a=0.9297nm，b=1.8730nm，c=0.9633nm，V=1.6774nm3            | 8  | Pca21  |
| III型 | 单斜晶系 | a=1.2896nm，b=0.5723nm，c=1.1287nm，β=98.190°，V=0.8245nm3 | 4  | P21/c  |

一般条件下的均三硝基苯为淡黄色结晶，晶体密度1.76g/cm3，熔点约为123°C。均三硝基苯在17°C时微溶于水和二硫化碳，可溶于甲醇、乙醇、乙醚、氯仿和苯，易溶于丙酮、甲苯、吡啶、乙酸乙酯。均三硝基苯在硫酸中的溶解度随温度和浓度变化关系如下：
| 温度（°C） | 硫酸浓度 | 硫酸浓度 | 硫酸浓度 | 硫酸浓度 |
| ---------- | -------- | -------- | -------- | -------- |
| 温度（°C） | 70%      | 80%      | 90%      | 100%     |
| 25         | 0.50     | 1.05     | 7.80     | 21.5     |
| 40         | 0.75     | 1.75     | 8.60     | 24.0     |
| 50         | 0.90     | 1.90     | 11.30    | 26.5     |
| 60         | 1.15     | 2.30     | 11.65    | 28.0     |
| 70         | 1.20     | 2.95     | 12.05    | 32.0     |
| 80         | 1.50     | 3.75     | 14.75    | 34.3     |
| 90         | 2.00     | 4.15     | 17.75    | 37.0     |
| 100        | 2.50     | 5.90     | 21.30    | 42.4     |

## 化学性质
均三硝基苯对酸稳定，但易与碱性化合物发生反应：与氢氧化钠反应生成性质不同的多种物质；与甲醇钾反应生成苯甲醚衍生物的钾盐；与氰化钾反应生成含氰基的钾盐。均三硝基苯与甲醇钾及氰化钾反应的可能生成物如下：
均三硝基苯可与铁氰化钾等氧化剂反应生成苦味酸，也可与硫化钠、硫化铵等还原剂反应生成3,5-二硝基苯胺。在某些条件下，均三硝基苯还能被还原为其他物质：在乙醇环境下与硫化氢反应生成3,5-二硝基苯基羟胺；在盐酸中与铁或锡反应生成均三氨基苯；在甲醇-水溶剂中与硼氢化钠反应则会使其变为均三氨基环己烷。
均三硝基苯可在含碳酸钾等碱性物质的二甲基甲酰胺、N-甲基吡咯烷酮、四甲基脲等极性非质子溶剂中与部分包含羟基结构的化合物反应，脱去硝基并形成醚键或氮氧键，以此合成新的硝基芳香化合物。该反应泛用度较好，但产率普遍低于80%，难以用于工业生产。
均三硝基苯易与其他芳香族化合物组成加成化合物，且该生成物质的熔点与组成成分分子结构及熔点均有关。加成化合物通常不稳定，溶于溶剂就可使其分解，溶于酸则能使其完全分解。部分典型系统数据如下：
| 组成物质   | 组成物质熔点（°C） | 分子比 | 加成化合物熔点（°C） |
| ---------- | ------------------ | ------ | -------------------- |
| 萘         | 80.2               | 1:1    | 151                  |
| 蒽         | 216                | 1:1    | 165                  |
| 苊         | 89.4               | 1:1    | 161                  |
| 菲         | 99                 | 1:1    | 125                  |
| 芴         | 114.76             | 3:2    | 105                  |
| 苯胺       | -6                 | 1:1    | 125                  |
| 2-萘胺     | 113                | 1:1    | 161                  |
| 邻苯二胺   | 102.1              | 1:1    | 163                  |
| 间苯二胺   | 62                 | 1:1    | 168                  |
| 对苯二胺   | 145                | 1:1    | 145.5                |
| 二苯胺     | 53                 | 2:1    | 100.3                |
| 间硝基苯胺 | 114                | 1:1    | 97.5                 |
| 硝基苯     | 5                  | 1:1    | 78                   |
| 咔唑       | 245                | 1:1    | 203                  |
| 对苯二酚   | 170                | 1:1    | 131                  |
| 间苯二酚   | 109.8              | 2:1    | 103                  |
| 三苯基甲醇 | 160                | 3:2    | 134.5                |

## 制备工艺
均三硝基苯在研究初期一般采用浓硝硫混酸硝化间二硝基苯的方法制取，但在80°C下反应1天并在130°C至140°C下反应3天后，其产率依然不足35%。后续研究发现三硝基甲苯可被硝酸氧化为三硝基苯甲酸，而该物质在水溶剂体系下加热又会转化为均三硝基苯，最终以纯净晶体形态析出，该法可用于实验室制备，但过高的成本限制了其在工业化生产中的应用。
均三硝基苯还有多种制备方法，如在酮存在条件下用铜脱去苦基氯的氯原子、先硝化后氧化苄基氯、在密闭容器中使用二氧化氮长时间处理苯等。然而根据现有资料，目前暂未发现合适的大规模生产方法。乌尔曼工业化学百科全书推荐采用三硝基甲苯氧化脱羧法制取该物质。

## 爆炸性能
均三硝基苯的氧平衡为-56.31%，属负氧平衡炸药。其爆热为4.9MJ/kg，爆容640L/kg，1.64g/cm3时爆压21.9GPa，1.71g/cm3时爆速7100m/s，弹道臼炮法与铅柱压缩法测得TNT当量均为110%。

## 毒性与危害
均三硝基苯在多个方面表现出毒性，其大鼠和小鼠的急性口服半数致死量分别为284mg/kg及804mg/kg。在对大鼠的口服摄入实验中，实验动物在均三硝基苯摄入量高于4.41mg/kg/天时即表现出不良反应，其肾脏、脾脏、大脑均受到影响，雄性大鼠还会出现睪丸质量下降症状。此外，高剂量摄入组别大鼠的体重显著下降，红细胞数量减少，血细胞比容降低，海因兹小体增加，高铁血红蛋白浓度增加，表现出一定的血液毒性。